# Johann Jabloniczky
Johann Jabloniczky, též János Jabloniczky (21. září 1874 Trnava – 1950 Sovětský svaz), byl československý politik a meziválečný poslanec Národního shromáždění za Zemskou křesťansko-socialistickou stranu (maďarská menšinová strana).

## Biografie
Vystudoval práva v Budapešti. Později působil jako právník v Prešpurku. Po vzniku Československa byl členem bratislavského obecního zastupitelstva. Podle údajů k roku 1929 byl povoláním advokátem v Bratislavě.
Počátkem 20. let patřil mezi hlavní politiky Zemské křesťansko-socialistické strany. V rámci strany reprezentoval její německou sekci. Projevy v parlamentu pronášel německy.
V parlamentních volbách v roce 1920 získal poslanecké křeslo v Národním shromáždění za kandidátku Maďarsko-německé křesťansko-sociální strany (vytvořila ji Zemská křesťansko-socialistická strana pro účely voleb). Mandát za Zemskou křesťansko-socialistickou stranu obhájil v parlamentních volbách v roce 1925 i parlamentních volbách v roce 1929.
Po druhé světové válce byl spolu s dalšími maďarskými politiky ze Slovenska deportován do Sovětského svazu, kde patrně zemřel ve vězení.